# Olive Fremstad
Olive Fremstad nacida Anna Olivia Rundquist (14 de marzo de 1871 - 21 de abril de 1951) fue una soprano dramática sueca-estadounidense nacida en Estocolmo y que creció en Minneapolis. 

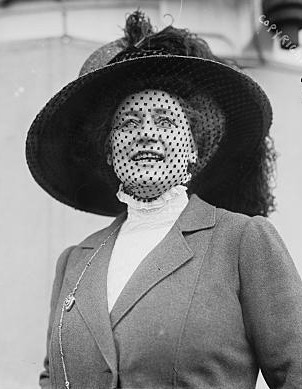

Estudió en Nueva York y Berlín con Lilli Lehmann debutando como mezzo en 1895 en Colonia como Azucena de Il Trovatore. 
Cantó en Viena, Múnich, Bayreuth y Londres antes de debutar en el Metropolitan Opera en New York donde cantó entre 1903 y 1914 más de 350 funciones como indiscutida soprano wagneriana en los roles de 'Venus' de Tannhäuser, 'Kundry' de Parsifal, Fricka, 'Siglinda' en La valquiria, 'Elsa' de Lohengrin e Isolda, su mejor papel que incluso cantó dirigida por Gustav Mahler en 1908. 
Cantó Carmen de Bizet en San Francisco con Enrico Caruso un día antes del terremoto de 1906. 
Otros papeles fueron Selika, Tosca, Armida y una sola función como Salomé, para la que la Prima donna fue hasta la morgue para comprobar cuanto pesaba una cabeza humana y así poder sostener convincentemente la cabeza del bautista.
Se retiró en 1920.